# ریچارد راسل، جونیور
ریچارد راسل، جونیور (به انگلیسی: Richard Russell, Jr.) سناتور سابق عضو حزب دموکرات ایالات متحده آمریکا بود. وی در سال ۱۹۳۳ تا ۱۹۷۱ میلادی سناتور ایالت جورجیا در سنای ایالات متحده آمریکا بود.